# اسکرام اسپرینت
اسکرام اسپرینت(sprint) یک جعبه زمانی ثابت قابل تکرار است که در طی آن یک محصول "کاملا انجام شده" با بالاترین کیفیت ممکن ایجاد می شود. اسپرینت در هسته اصلی روش چالاک اسپرینتی قرار دارد و می تواند به عنوان رویدادی تصور شود که تمام وقایع اسکرام مانند اسکرام‏‏‌های روزانه ، بازنگری اسکرام و اسپرینت‌های گذشته‌نگر را در بر می گیرد. اسپرینت نیز مانند همه رویدادهای اسکرام دارای حداکثر مدت زمان برای اجراست. معمولاً یک اسپرینت یک ماه یا کمتر طول می‌کشد.
معمولاً جلسات روزانه برای بحث در مورد پیشرفت پروژه درحال اجرا و هرگونه مشکلی که هر عضو تیم در هنگام اجرای پروژه با آن روبرو می شوند برگزار می‌گردد. نتیجه اسپرینت تحویل پذیر است، البته با پیشرفت‌هایی . اسکرام برای پروژه هایی مانند فناوری وب یا توسعه محصولی برای بازار جدید استفاده می‌شود، یعنی محصولی که با نیازمندی‌ها زیادی دارد یا نیازمندی‌های آن به سرعت در حال تغییر است.

## تاریخ
اسپرینت (اسکرام) در اوایل دهه 1990 زمانی که کن شووبر با مایک اسمیت و کریس مارتین و جف ساترلند با جف مک کنا همکاری می‌کرد ایجاد شد. در 1995 ، کن شوور و جف ساترلند، در کنفرانس OOPSLA اسکرام را معرفی کردند.

## ارزش های
ویژگی اصلی اسپرینت، بازه زمانی ثابت آن است. در آغاز اسپرینت، برخی از اهداف تعریف شده‌اند که بعدا گروه اجرایی روی آنها کار می‌کند و با دقت در سرتاسر اسپرینت بازنگری و بررسی می‌شوند. اگر بررسی‌ها حاکی از هرگونه انحراف در محصول مورد نظر باشد، در اسرع وقت تغییراتی برای کنترل انحراف بیشتر انجام می‌شود. بنابراین اسپرینت از ورودی "Sprint Backlog" استفاده می‌کند به عبارت دیگر اسپرینت ها ورودی خورد را از کارهای انباشته شده در اسپرینت‌های قبلی هم می‌گیرند و نسخه قابل تحویل محصول را به عنوان خروجی ارائه می دهد. برای رسیدن به این هدف، اسپرینت شفافیت ، بازرسی و سازگاری را به عنوان ارزش‌های اساسی، سرلوحه کار خود قرار می‌دهد. شفافیت تضمین می‌کند که همه ذینفعان درک مشترکی از آنچه که "انجام شده" دارند. بازرسی و سازگاری به کنترل هرگونه انحراف از محصول اصلی کمک می‌کند به طوری که در انتهای اسپرینت ، یک محصول با بالاترین ارزش و کیفیت تحویل داده می‌شود. بلافاصله پس از نتیجه گیری اسپرینت قبلی ، اسپرینت بعدی دنبال می‌شود.

## اصطلاحات
Sprint در وابستگی با Sprint Backlog(انباره یا پشته اسپرینت) ، اسکرام روزانه ، بازنگری اسپرینت و سایر رویدادهای مشابه کار می‌کند.

### مالک محصول
صاحب محصول مسئولیت وضعیت فعلی توسعه محصول و به حداکثر رساندن ارزش محصول را برعهده دارد. صاحب محصول می‌تواند یک نفر باشد حتی اگر نماینده کمیته‌ای از افراد باشد. وظایف آنها شامل موارد زیر است:
- نگهداری موارد در Backlog Product (انباره محصول).
- اختصاص سفارش به موارد موجود در Backlog(انباره) .
- اطمینان از اینکه موارد موجود در Backlog Product (انباره محصول) برای تیم توسعه مشخص است.[۱]

### گروه توسعه
تیم توسعه مسئولیت اجرای مقالات موجود در Sprint Backlog را بر عهده دارد. اگرچه ممکن است  اعضای تیم توسعه تخصصای متفاوتی داشته باشند ، اما تیم توسعه به طور کلی وظیفه توسعه کارایی محصول را برعهده دارد.

### Sprint Backlog
Sprint Backlog یا انباره‌ی اسپرینت به زیر مجموعه ای از انباره محصول گفته می شود که به همراه برنامه تحویل آن برای اسپرینت جهت اجرا انتخاب می‌شود. با توجه به موارد موجود در انباره اسپرینت (Sprint Backlog)، تیم توسعه تصمیم می‌گیرد که چگونه آنها را به یک محصول "انجام شده" تبدیل کند.

### اسکرام روزانه
اسکرام روزانه یک رویداد با زمان و مکان ثابت است که به تیم توسعه اجازه می دهد هماهنگی‌ها و برنامه‌ریزی‌های لازم برای 24 ساعت آینده را بر اساس میزان کار انجام شده در اسکرام روزانه قبلی، انجام دهد. در طول اسکرام روزانه، اعضای تیم توسعه توضیح می‌دهند که:
- دیروز چه کاری در جهت دستبابی به هدف اسپرینت کردند؟
- امروز چه کاری انجام می‌دهند تا به اهداف اسپرینت خود برسند؟
- چه موانعی در جهت دستیابی به اهداف Sprint می‌بینم؟

اسکرام روزانه معمولاً 15 دقیقه طول می‌کشد ، اما می‌توان جلسات دیگری را برای بحث‌های مفصل‌تر به دنبال داشته باشد.

### بازنگری اسپرینت
بازنگری اسپرینت برای بعد از پایان هر اسپرینت زمانبندی شده است. تیم و ذینفعان میزان کار انجام شده را به دقت بررسی می‌کنند. صاحب محصول در صورت لزوم انباره محصول را در جهت رسیدن به محصول نهایی پالایش می‌کند. بازنگری اسپرینت یکی از فرصت‌های بازرسی و پالایش محصول است که در انتهای هر اسپرینت انحام می‌شود.

### گذشته نگر اسپرینت
گذشته نگر اسپرینت برای تجزیه و تحلیل مواردی که به درستی در اسپرینت انجام شده و همچنین مواردی که می‌توانند بهبود یابند، استفاده می شود. تیم اسکرام سازوکاری را برای بهبود این  موارد بررسی می‌کند. این بازخورد گذشته نگر به بهبود روند در اسپرینت کمک می‌کند. گذشته نگر اسپرینت یک فرصت بازرسی و تطبیق در انتهای هر اسپرینت است.

## روند اجرا
یک ایده برای ساخت سیستمی که، پروژه اسکرام را ایجاد می‌کند، این است که باوجود اینکه در ابتدا ، ممکن است چشم انداز مبهم باشد، اما با تکامل پروژه، اعضای تیم تصویری روشن‌تر از سیستم را مجسم می‌شوند. وظیفه صاحب محصول ایجاد چارچوب استراتژی، با انباره محصول و ارائه تصویری روشن به سرمایه گذاران پروژه است. انباره محصول اولویت بندی شده سپس ایجاد می‌شود و کارایی قابلیت اصلی بالاترین اولویت را دارد. با این حال ویژگی‌های اضافی می‌توانند برای محصول تکمیلی باشند. هدف اصلی این است که این لیست اولویت بندی شده را به محصول "انجام شده" تبدیل کنیم.
هر اسپرینت با یک جلسه برنامه‌ریزی برای اسپرینت آشروع می‌شود و 30 روز یا کمتر طول می‌کشد. در این جلسه، موارد اولویت بندی شده از انباره محصول (Backlog Product) با تیم توسعه ، مسئول اسکرام (Scrum Master) و صاحب محصول مورد بحث قرار می‌گیرد. سپس تیم توسعه در مورد قابلیت انجام کارها نظر می‌دهد. پس از تصمیم گیری، کارها مورد بحث قرار می‌گیرد و به اعضای تیم توسعه محول می‌شود. که مرحله دوم جلسه را به دنبال دارد که فقط تیم توسعه را شامل می‌شود که اعضای تیم در مورد برنامه انجام کار بحث می‌کنند.
اسکرام روزانه جایی برگزار می‌شود که تیم در مورد وضعیت فعلی کار و هرگونه موانعی که با آنها روبرو شده است، بحث می‌کند. در صورت مشاهده هرگونه انحراف از محصول مورد نظر، تغییرات به سرعت انجام می‌شود.
در انتهای اسپرینت، تیم ، اسکرام مستر(مسئول اسکرام) و صاحب محصول اسپرینت را بررسی می‌کنند بر اساس آن برای اسپرسنت بعدی برنامه‌ریزی می‌کنند.

## همچنین ببینید
- اسکرام
- فرآیند توسعه نرم افزار
- مدیریت پروژه نرم افزار
- روش شناسی چابک
- اسکرام